# Prosoplus neopomerianus
Prosoplus neopomerianus là một loài bọ cánh cứng trong họ Cerambycidae.